# Єршова Євгенія Миколаївна
Євге́нія Микола́ївна Єршо́ва (*25 лютого 1925, Сміла, тепер Черкаська область, СРСР —†18 лютого 2009, Київ, Україна) — українська радянська артистка балету; Народна артистка УРСР (1960).

## З життєпису і творчості
Навчалась у Київському хореографічному училищі.
Напротязі 1944—65 років працювала у Київському театрі опери та балету.
Серед відомих і яскраво втілених на оперній сцені партій Євгенії Єршової:
- Ростислава («Ростислава» Жуковського);
- Мавка («Лісова пісня» Скорульського);
- Лілея («Лілея» Данькевича), а також головні партії в балетах П. Чайковського, О. Глазунова тощо.